# Рабочий посёлок Выездное
Рабо́чий посёлок Выездно́е — упразднённое городское поселение в Арзамасском районе Нижегородской области.
Административный центр — пгт Выездное.

## История
Упразднено 1 января 2023 года.

## Население
| 2002  | 2008  | 2009  | 2010  | 2011  | 2012  | 2013  |
| ----- | ----- | ----- | ----- | ----- | ----- | ----- |
| 8578  | ↘8087 | ↗8134 | ↗8659 | ↗8668 | ↘8593 | ↘8462 |
| 2014  | 2015  | 2016  | 2017  | 2018  | 2019  | 2020  |
| ↘8354 | ↗8359 | ↘8318 | ↘8297 | ↗8310 | ↘8261 | ↘8180 |
| 2021  |       |       |       |       |       |       |
| ↗8343 |       |       |       |       |       |       |

## Состав городского поселения
В состав городского поселения входят 3 населённых пункта:
| № | Населённый пункт | Тип населённого пункта      | Население |
| - | ---------------- | --------------------------- | --------- |
| 1 | Васильев Враг    | село                        | ↗410      |
| 2 | Выездное         | пгт, административный центр | ↘7714     |
| 3 | Охлопково        | деревня                     | ↘160      |